# Elford Albin Cederberg

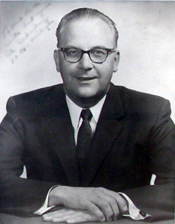
Elford Albin Cederberg

Elford Albin Cederberg (* 6. März 1918 in Bay City, Michigan; † 17. April 2006 in The Villages, Florida) war ein US-amerikanischer Politiker. Zwischen 1953 und 1978 vertrat er den Bundesstaat Michigan im US-Repräsentantenhaus.

## Werdegang
Elford Cederberg besuchte die öffentlichen Schulen seiner Heimat und das Bay City Junior College, das er in den Jahren 1935 bis 1937 absolvierte. Während des Zweiten Weltkrieges war er zwischen 1942 und 1945 Offizier in einer Infanterieeinheit der US Army. Dabei brachte er es bis zum Hauptmann. Im Juni 1944 war er bei der Landung in der Normandie dabei. Danach kämpfte er in Frankreich und Deutschland. Nach dem Krieg kehrte er nach Bay City zurück, wo er in den Jahren 1946 bis 1952 Geschäftsführer der Firma Nelson Manufacturing Co. wurde.
Politisch war Cederberg Mitglied der Republikanischen Partei. Von 1949 bis 1953 war er Bürgermeister seiner Heimatstadt Bay City. Bei den Kongresswahlen des Jahres 1952 wurde er im zehnten Wahlbezirk von Michigan in das US-Repräsentantenhaus in Washington, D.C. gewählt, wo er am 3. Januar 1953 die Nachfolge von Roy O. Woodruff antrat. Nach zwölf Wiederwahlen konnte er bis zum 31. Dezember 1978 fast 13 Legislaturperioden im Kongress absolvieren. Nachdem er bei den Wahlen von 1978 dem Demokraten Donald J. Albosta unterlegen war, trat er am 31. Dezember desselben Jahres von seinem Mandat zurück, vier Tage vor dem offiziellen Ende der Legislaturperiode am 3. Januar 1979. In seine Zeit als Kongressabgeordneter fielen unter anderem die Kubakrise, der Vietnamkrieg und die Watergate-Affäre. Damals wurden auch der 23., der 24., der 25. und der 26. Verfassungszusatz beraten und verabschiedet.
Nach seinem Ausscheiden aus dem US-Repräsentantenhaus zog Elford Cederberg nach Alexandria in Virginia. Dort wurde er Berater der Firmen United Technologies, RCA und Grumman Aircraft. Gegen Ende der 1990er Jahre zog er in den Ort The Villages in Florida. Dort verstarb er am 17. April 2006 im Alter von 88 Jahren.